# Мартин, Джоан
Джоан Мартин (англ. Joan Martin; умерла до 27 октября 1322) — английская аристократка, дочь Уильяма Мартина, 1-го барона Мартина, жена Генри де Ласи, 3-го графа Линкольна, и Николаса де Одли, 1-го барона Одли.

## Биография
Джоан Мартин родилась в семье Уильяма Мартина, 1-го барона Мартина, и его жены Элеоноры Фицпирс. В августе 1310 года она стала женой Генри де Ласи, 3-го графа Линкольна, вдовца, которому было более 60 лет. Он умер спустя всего полгода, и Джоан получила треть его обширных владений в качестве вдовьей доли. Король Эдуард II пообещал Ральфу де Монтермару, 1-му барону Монтермару, право устроить брак столь завидной невесты, но Джоан без разрешения монарха вышла за молодого аристократа Николаса Одли, 1-го барона Одли. Последнему пришлось выплатить Монтермару 900 марок в качестве возмещения.
В 1316 году умер и Одли. В 1322 году Джоан оказалась втянута в гражданскую войну. Мятеж против короля возглавлял граф Томас Ланкастерский, муж её падчерицы Элис де Ласи, и королевские войска сначала разграбили замок Хейли в Стаффордшире, главную резиденцию Одли, а потом заняли замок Татбери в том же графстве и там взяли в плен и Джоан, и Элис. Обе оказались в заключении в Йорке. Королевские фавориты Диспенсеры заставили их официально отказаться от большинства владений. В том же году, до 27 октября, Джоан умерла (возможно, ещё находясь в заключении).
В браке Джоан Мартин и Николаса Одли родились дочь Элис (жена Ральфа Бассета и Хью де Мейнилла) и сын Джеймс (1313—1386), 2-й барон Одли